# 멕시코 필터

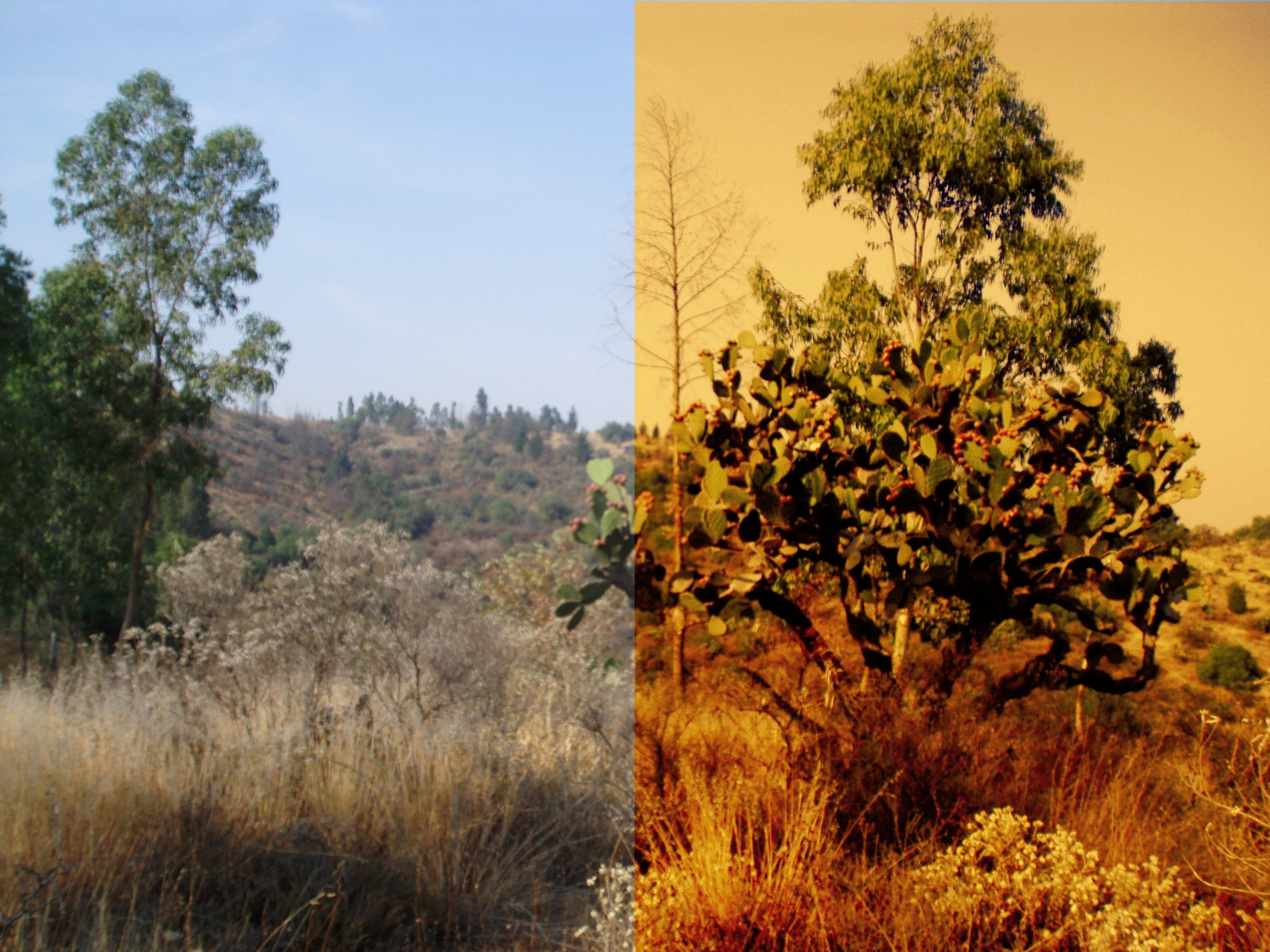
멕시코 필터를 사용하지 않은 멕시코의 풍경 사진과 사용한 사진.

멕시코 필터(영어: Mexican Filter 혹은 Mexico Filter, 스페인어: Filtro amarillo mexicano)는
영화나 TV 시리즈에서 멕시코 혹은 다른 라틴아메리카 국가, 가끔씩 동남아시아를 표현할 때 쓰이는 누런색 또는 세피아색 필터이다. 지역민의 피부색을 더 어둡게 묘사하고, 각 국가의 스테레오타입을 그대로 옮긴다는 비판이 있다.

## 역사
2000년대부터 색 필터 사용 기술이 발달하면서 멕시코 필터가 사용되기 시작되었다. 노란색 필터는 전통적으로 덥고 건조한 기후를 나타내기 위하여 쓰였는데, 멕시코를 표현하기 위해 쓰는행위는 트로프가 되고 말았다. 멕시코처럼 더운 미국의 도시를 표현할 때에는 노란색 필터를 쓰지 않는 것에 대한 비판이 있다.

## 사용 예시
- 트래픽 (2000년 영화)[4]
- 브레이킹 배드 (2008년)[1][5]
- 익스트랙션 (2020년 영화)[6]
- 쏘우 X (2023년)[7]

## 기타
2023년 캐나다 산불 당시 뉴욕의 풍경을 묘사하기 위해 '멕시코 필터'라는 용어가 사용된 적이 있다.

## 같이 보기
- 필터 (사진술)